# Famille de Launay
Pour les articles homonymes, voir Launay.

Armes des Launay (Flandre): parti-émanché d'argent et de sable de dix pièces.

La famille de Launay était une ancienne famille de la noblesse du comté de Flandre, qui faisait alors partie du royaume de France, au Moyen Âge.
En l'état actuel, cette généalogie est présentée jusqu'à la période où Jehan de Launay a officié comme capitaine de la châtellenie de Courtrai avant de devenir le rebelle gantois dont le parcours et les faits sont relatés dans les chroniques de Froissart.

## Généalogie détaillée

### 1regénération
I. - Guillaume de Launay vicomte de Launay, marié vers 1180 avec Alix de Plusquellec, dame de Plusquellec, dont :
1. Olivier, qui suit :

### 2egénération
II. - Olivier de Launay, chevalier, prisonnier à l'issue de la bataille de Bouvines, il épouse Marie de Landas, dame de Gruson et Fontaines, unique héritière de son père. Olivier de Launay, gentilhomme breton, en voyage en Flandre avec Pierre Mauclerc, duc de Bretagne s'était établi dans les Pays-Bas en 1214. Il portait "émanché d'argent et de sable de 10 pièces" et a francisé son nom breton Lannae en Launay. Les Launay conserveront en Bretagne la seigneurie de Tronsilic. Marie de Landas est fille de Alard de Landas, chevalier, seigneur de Gruson et Fontaines, avoué de Marchiennes en 1252 et Alberge de Landas (parents d'Alard est fils de Amaury VIII de Landas, seigneur de Landas et Mathilde de Joigny, et d'Alberge de Landas est fille de Gérard de Landas, Beer de Flandre (à cause de la seigneurie d'Eyne) et pair du Cambrésis, étant seigneur d'Esnes, l'une des 12 paieries du Cambrésis, et Albergis de Lens). Ils ont :
1. Olivier, qui suit :

### 3egénération
III. - Olivier II de Launay, fils de Marie de Landas, quitte le chevron de ses armes et gardant le cimier "une hure de sanglier", pour relever les armoiries de sa mère "émanché d'argent et de sable de 10 pièces", ainsi qu'et le cri de guerre "Landas", devient seigneur de Lannay. On ignore le nom de sa femme. Il est père de :
1. Antoine, qui suit :

### 4egénération
IV. - Antoine de Launay, seigneur de Lannay, décédé avant 1328, marié avec N… de Jauche de Mastaing, Ils ont :
1. Isabeau de Launay (Lannay), décédée le 10 février 1364, mariée avec Arnould III de Harchies, seigneur de Millomez, la Motte, Anvain, grand forestier de Hainaut, (fils de Arnould de Harchies et Jeanne de La Hamaïde) ;
2. Jean, dit Matouflet, qui suit :

### 5egénération
V. - Jean dit Matouflet de Launay (Lannay), seigneur de Lannay et de Rumes, Grand bailli du Hainaut - porte emmanché d'or et de sable, marié en premier mariage avec Marie d'Enghien, dame héritière de Thieusies, (peut-être fille de Gossuin d'Enghien, écuyer, seigneur de Thieusies et Marie van Stalle), puis en deuxième mariage avec Catherine d'Ailly, dame de Rumes, etc., Beverloo, (fille et héritière de Gérard d'Ailly, seigneur Rumes, Hamme, Quademechelen, Beverloo et Marie de Berlaymont). Gossuin d'Enghien serait fils de Gauthier d'Enghien, lequel avait épousé Basilie de Hénin-Liétard qui avait pour mère Mahaut de Fontaine-l'Evêque, laquelle portait pour armoiries "d'azur à l'aigle d'or becquée et membrée de gueules à la cotice en bande de même" alias "d'azur à l'aigle d'or becquée et membrée de gueules".
- Du premier mariage de Jean de Launay et de Marie d'Enghien sont nés :

1. Olivier, qui suit :
2. Mathieu (Mahieu) de Launay (Lannais), né vers 1300/1310, chevalier, marié vers 1340 avec N… (peut-être Jeanne) de Montmorency, née vers 1300/1310 - Jeanne, qui fut mariée à Jean de Rochefort des seigneurs de Rochefort en Terre, portait d'or à la croix de gueules accompagné de 16 alérions d'azur (référence Casimir de Sars de Solmon, bibliothèque de Valenciennes) (peut-être fille de Jean I de Montmorency, seigneur de Montmorency et Jeanne de Calletot, elle-même fille de Robert de Calletot, chevalier, seigneur de Berneval et autres terres dans le pays de Bray et Jeanne de Houdenc.
  1. peut-être Jehan (John) de Launay (ou Lannais, Launoi, Launoit, Lannoy, Lasne), capitaine de la châtellenie de Courtrai, puis capitaine des Gantois rebelles avec Rasse de Harselle (de la maison de Liedekerke). Contrairement à ce dernier, que Jean Froissart qualifie, à sa mort, de fils de seigneur et de dame, on n'est pas certain que Jehan de Launay soit issu d'une famille noble, et donc de la présente famille de Launay. Il est en outre rapporté dans la vraie fausse généalogie des frères Jean et Pierre Albert de Launay, faussaires célèbres sous le nom de Launay et dans la notice généalogique Lesne de Molaing sous le nom de Lasne : Jean Lasne , « Ayant pris part à la révolte des Flamands, contre le Roi de France, lesquels furent battus à Rosbecque (Roosebeke) en, fut obligé de quitter le Cambrésis et se réfugia en Normandie. Il embrassa le parti du Roi d'Angleterre devint Capitaine de la ville de Neufchâtel en 1414. »
  2. peut-être : Mahieu de Launay, chevalier, seigneur de Péronne, châtelain d'Ath, marié avec Anne de Pottes, dame d'Aimeries, Pétrieu, veuve de Guillaume de Stavele, chevalier, vicomte de Furnes, sgr de Crombek, Ottignies, (fille de Louis de Pottes, chevalier, sgr de Pottes, Aimeries, Roufay, Pétrieu et Marie de Robersart)

- De Jean de Launay et de Catherine d'Ailly sont nés :

1. Mahieu dit Matouflard de Launay (Lannais), baron de Rumes, Hamme, Quadmechelen, Beverloo, Péronne, prévost de Tournai, marié avec Marie van Goor, (fille de Daniel van Goor, chevalier, sgr de Goor (Brabant) et Catherine van Amstel, dame de Merlo)

- Fils naturel de Jean de Launay :

1. Mahieu de Launay (Lannais), chevalier, sgr "dou le lieu" testa le 29 août 1417 et mourut avant le 11 septembre de la dite année, marié avec une demoiselle au nom inconnu, marié en 2e noce avec Marguerite de Le Pontenerie, veuve en premières noces de Jehan Loncle dit de Kauchevaque, seigneur de Jollaing, fils de Jehan Loncle dit Kaucevaque, mort avant 1375 et de Katherine Buche, elle-même fille de Colart Buche et Katherine Vilain)

### 6egénération
VI. - Olivier III de Launay (Lannais) dit Oliphart, seigneur de Lannay et Thieusies, - qui hérite des armoiries Launay relevées des Landas, marié avec Jeanne de Lalaing, (fille de Baudouin de Lalaing, chevalier, sgr de Lesdain, Lannon et Jeanne Wettin) suivant P.A. du Chastel de la Howarderies, mais il existe une autre version dans la notice généalogique la faisant fille de Nicolas III de Lalaing et Marie de Montigny (en Ostrevant)- il semblerait que ce soit la dernière version qui soit bonne. Ils eurent :
1. Jean de Launay, qui suit :
2. Marguerite de Launay', mariée avec Pierre de Wastines (de la maison de Landas), (fils de Amaury des Wastines, escuyer, sgr de Roupy (Nomain) et Catherine de Malinerues)
3. Jeanne de Launay, décédée en 1426, mariée avec Jean Vilain, seigneur de La Boucharderie (fief situé à Violaines, canton de Cambrin (Pas de Calais) et près de Camphin en Pévèle) et Jolain, (fils de Pierre Vilain, sgr des deux Boucharderies (1 fief assis Violaines et l'autre à Camphin en Pévèle) et Jolain, assis à Rumes et Marguerite de Ghislenghien). leur fils Jean Vilain, seigneur des deux Boucharderies et Jolain épousa Marie de Clermès, (fille de Rogier de Clermès et Catine Bourgeois).
4. Marie de Launay, mariée avec Thierry de La Hamaïde, chevalier, (fils de Thierry de La Hamaïde et Agathe Van Huffelgem), lequel eut un fils Thierry, écuyer, qui possédait en 1438 les bois de Launay à Cobrieux (Nord), fief relevant de Bouvignies lez Orchies

### 7egénération
VII. - Jean de Launay, chevalier, seigneur de Lannay fief assis dans la paroisse de Nomain et Thieusies, décédé le 25 octobre 1415 à Azincourt (Jean de Lannais, seigneur de Lannais à Nomain et Louis du Quesnoy y laissèrent leur vie), marié en 1re noce avec Marguerite de Le Pic, en 2e mariage avec Marguerite de Wasmes (fille de Aubert de Wasmes, chevalier).

## Héraldique
Armoiries :
Les armoiries adoptées par les Launay de Flandre sont proches de celle de la famille de Landas, peut-être à la suite d'une alliance en 1214 avec Marie de Landas, dame de Gruson et Fontaines, héritière de la branche cadette des Landas. Ils portaient « parti-émanché d'argent et de sable de 8 pièces ». Un grand bailli de Hainaut du XIVe siècle portait ces armes avec une brisure des couleurs : « parti-émanché d'or et d'azur de 8 pièces ».
Les Landas étaient d'une famille noble qui se croyait issue des comtes de Hainaut (branche des sires de Mortagne) qui portait « parti-émanché d'argent et de sable de 10 pièces ». Elle était citée depuis les croisades (1202), mais filiation reconnue depuis 1232 (Jougla de Morenas, Grand armorial de France, no 20963. Ils portaient encore ces armes en 1472 et 1662. D'autres branches portaient ces mêmes armes, mais avec une brisure (bordure componée ou écartelé). La branche de Landas de Mortagne fut convoquée aux états d'Artois en 1788 (Jougla, op.cit), mais portait un « coupé-émanché d'argent sur gueules de quatre pièces », version proche de la précédente (B.n.F, Pièces originales, Ms. no 1634).
Sur la généalogie et les blasons des Landas, lire la généalogie de "Racines et Histoire".

Famille de Launay (d'après Rietstap[1]) ; cri : x« Landas » Différences entre dessin et blasonnement.
Jean de Launay, grand bailli du Hainaut(1364-1365)
Famille de Landas (Brabant), XIIIe-XVIIe s. ; cri : « Landas »
Seigneurs de Saméon (branche cadette des Launay) ; cri : « Landas »